# Пентхаус (телесериал)
«Пентхаус: Война в жизни» (англ. The Penthouse: War in Life, кор. 펜트하우스, Penteuhauseu) — южнокорейский телесериал, в главных ролях Ли Джи А, Ким Со Ён, Юджин, Ом Ки Джун, Пак Ын Сок и Юн Джон Хун. Премьера сериала состоялась 26 октября 2020 года на канале SBS.
В конце первого сезона сериал с 5,3 миллионами зрителей занял 9-е место в Топ-50 корейских телесериалов на общенациональных зрителей. Сериал занял первое место во всех канальных мини-сериалах, 21 раз подряд с момента его первой трансляции 26 октября 2020 года до последнего эпизода 5 января 2021 года.
По состоянию на окончание второго сезона 2 апреля 2021 года сериал с 5,69 миллионами зрителей занимает 8-е место в Топ-50 корейских телесериалов на общенациональных зрителей. Сериал занял первое место во всех канальных мини-сериалах, 13 раз подряд с момента его первой трансляции 19 февраля 2021 года до последнего эпизода.

## Обзор серии
| Сезон | Серии | Серии | Даты показа     | Даты показа      | Временной интервал                  | Средняя аудитория (миллионы) |
| Сезон | Серии | Серии | Первая серия    | Последняя серия  | Временной интервал                  | Средняя аудитория (миллионы) |
| ----- | ----- | ----- | --------------- | ---------------- | ----------------------------------- | ---------------------------- |
| 1     | 21    | 21    | 26 октября 2020 | 5 января 2021    | Понедельник – Четверг в 22:00 (KST) | 3.35                         |
| 2     | 13    | 13    | 19 февраля 2021 | 2 апреля 2021    | Пятница – Суббота в 22:00 (KST)     | 4.67                         |
| 3     | 14    | 14    | 4 июня 2021     | 10 сентября 2021 | Пятница в 22:00 (KST)               | 4.42                         |

### Сезон 1
В сериале рассказывается история богатых семей, живущих во дворце Гера, и их детей в художественной школе Чонг А.
Сим Су Рён (Ли Джи А) — элегантная, богатая женщина с трагическим прошлым. Ее муж - Джу Дан Тхэ (Ом Ки Джун), успешный бизнесмен. Позже она узнает, что он что-то скрывает от нее.
О Юн Хи (Юджин) происходит из скромной семьи. У нее были плохие отношения с Чхон Со Чжин (Ким Со Ён) со школы. Она известное сопрано, чей отец является руководителем школы искусств Чонг А. Они вступают в отношения любовного треугольника с Ха Юн Чхоль (Юн Чжон Хун).
Все они имеют большие амбиции и желания в отношении своих детей и готовы на все ради них. Однако их жизни начинают рушиться, когда загадочная девушка по имени Мин Соль А (Чо Су Мин) разбивается насмерть во время вечеринки во дворце Гера. Пока жители дворца Геры пытаются скрыть факт ее смерти на территории, они не могут не подозревать друг друга в убийстве.

### Сезон 2
Второй сезон фокусируется на мести О Юн Хи, секретах Сим Су Рён и детях из дворца Геры, которые хотят стать лучшими в Школе Искусств Чон и выиграть гран-при.
После того, как Чон Со Чжин и Чжу Дан Тэ подставили О Юн Хи, они решают пожениться. Их помолвка прерывается внезапным появлением О Юн Хи и Ха Юн Чхоля, которые только что вернулись из США. По мере того, как раскрываются секреты, отношения между жителями дворца Геры усложняются и появляется еще одна загадочная фигура, которая противостоит им.

### Сезон 3
3 сезон фокусируется на жителях дворца Гера после их испытаний и их детях, которые готовятся к вступительным экзаменам в колледж.
Как раз в тот момент, когда Шим Су Рен думает, что наконец-то может жить счастливо, Логан (Пак Ын Сок) умер прямо у нее на глазах. Теперь, когда обитатели дворца Геры вышли из тюрьмы, Су Рен и О Юн Хи объединяются с Чон Со Чжином, чтобы уничтожить Чжу Дан Тэ. Тем временем, Бэк Чжун Ки (О Чжу Ван) появляется на картинке как человек, который знает самые темные секреты Чжу Дан Тэ. Ю Дон Пиль (Пак Хо Сан), муж Кан Ма Ри (Шин Ын Ген) и отец Ю Дженни (Чин Джи Хи) был освобожден из тюрьмы и хотел отомстить Чжу Дан Тэ. Находясь в Школе искусств Чон А, Чжу Сок Ген (Хан Чжи Хен) теперь сталкивается с последствиями своих прошлых издевательств, какова будет их судьба, когда их желания станут больше, а в их жизни появятся все более загадочные фигуры?

## Каст

### Появление персонажей
| Персонаж                       | Актер/актриса | Сезон               | Сезон               |
| Персонаж                       | Актер/актриса | 1                   | 2                   |
| Главная роль                   | Главная роль  | Главная роль        | Главная роль        |
| ------------------------------ | ------------- | ------------------- | ------------------- |
| Сим Сурён/На Эгё               | Ли Джи А      | Главная роль        | Главная роль        |
| Чхон Сочжин                    | Ким Со Ён     | Главная роль        | Главная роль        |
| О Юнхи                         | Юджин         | Главная роль        | Главная роль        |
| Второстепенные персонажи       |               |                     |                     |
| Джу Дантэ                      | Ом Киджун     | Второстепенная роль | Второстепенная роль |
| Ха Юнчхоль                     | Юн Чжонхун    | Второстепенная роль | Второстепенная роль |
| Ли Гюджин                      | Бон Тхэгю     | Второстепенная роль | Второстепенная роль |
| Кан Мари                       | Шин Ынкён     | Второстепенная роль | Второстепенная роль |
| Го Сана                        | Юн Джухи      | Второстепенная роль | Второстепенная роль |
| Джу Сокхун                     | Ким Ёндэ      | Второстепенная роль | Второстепенная роль |
| Джу Соккён                     | Хан Джихён    | Второстепенная роль | Второстепенная роль |
| Ха Ынбёль                      | Чой Ёбин      | Второстепенная роль | Второстепенная роль |
| Пэ Рона                        | Ким Хёнсу     | Второстепенная роль | Второстепенная роль |
| Ю Дженни                       | Джин Джихи    | Второстепенная роль | Второстепенная роль |
| Ли Минхёк                      | Ли Тэбин      | Второстепенная роль | Второстепенная роль |
| Гу Ходун / Логан Ли            | Пак Ынсок     | Второстепенная роль | Второстепенная роль |
| Ма Дуки                        | Ха Доквон     | Второстепенная роль | Второстепенная роль |
| Секретарь Джо                  | Ким Донкю     | Второстепенная роль | Второстепенная роль |
| Джу Хёин                       | На Сойе       | Приглашенная роль   | Неизвестно          |
| Анна Ли / Мин Сольа            | Чо Сумин      | Приглашенная роль   |                     |
| Чхон Мёнсу                     | Чон Сонмо     | Приглашенная роль   |                     |
| Кан Окгё                       | Ха Мин        | Приглашенная роль   | Неизвестно          |
| Чон Соён                       | Шин Сохён     | Приглашенная роль   | Неизвестно          |
| Муж Соён                       | Ан Тэхван     | Приглашенная роль   | Неизвестно          |
| Свекровь О Юнхи                | Хван Ёнхи     | Приглашенная роль   | Неизвестно          |
| Ю Донпиль                      | Хо Сонтхэ     | Приглашенная роль   | Неизвестно          |
| Ван Мичжа                      | Со Херин      | Приглашенная роль   | Неизвестно          |
| Другие                         |               |                     |                     |
| Конгрессмен Чо Санхон          | Бён Умин      | Приглашенная роль   |                     |
| Директор приюта Мин Хён Сик    | Хан Сынсу     | Приглашенная роль   |                     |
| Юн Тэджу                       | Ли Чёльмин    | Приглашенная роль   |                     |
| Муж Сурен, отец Мин Сольа      | Ки Тхэхва     | Приглашенная роль   |                     |
| Журналист Ким Юнмин            | Ки Ынсэ       | Приглашенная роль   | Неизвестно          |
| Главный детектив в деле О Юнхи | Ким Сахвон    | Приглашенная роль   | Неизвестно          |

### Основной состав
- Ли Джи А — Шим Су Рён/На Э Гё

Шим Су Рён - грациозная женщина, несмотря на свое огромное богатство. Проживает с мужем в пентхаусе, что делает ее королевой социальной клики в дворце "Гера". Несмотря на то, что ей известно о романе мужа с Чон Со Чжин, она полна решимости отомстить за свою биологическую дочь Мин Соль А. Шим Су Рён нежная и добрая женщина.
На Э Гё - бизнес-партнёр Чжу Дан Тэ и биологическая мать Чжу Сок Хуна и Чжу Сок Гён. Чжу Дан Тэ сказал Су Рён, что На Э Гё умерла от сепсиса во время родов. Она поразительно похожа на Шим Су Рён. У неё есть татуировка бабочки на левом плече.
- Ким Со Ён — Чхон Со Чжин, богатая женщина, олицетворяющая наглость и надменность. Она готова на все ради власти и денег. Она заставляет свою дочь, Ха Ын Бёль, хорошо петь, чтобы победить дочь О Юн Хи, Пэ Ро Ну, которая лучше её.
- Юджин — О Юн Хи, женщина, чьи мечты были разрушены из-за отсутствия денег и власти. Ей приходилось браться за любую работу, чтобы поддержать амбиции дочери. О Юн Хи делает всё, что в её силах, чтобы поднять свой социальный статус, чтобы её ребёнок мог поступить в школу искусств Чон А.

### Второстепенный состав
Семья Шим Су Рён
- Ом Ки Джун — Джу Дан Тэ, муж Шим Су Рён. Является гением в недвижимости, который зарабатывает много денег с каждой сделанной им инвестиции.
- Ким Ён Дэ — Джу Сок Хун, сын Дан Тэ, близнец Сок Гён. Он защищает свою сестру, когда отец бьет его. Он встречается с Пэ Ро На, несмотря на неодобрение сестры.
- Хан Джи Хён — Джу Сок Гён, дочь Дан Тэ, близнец Сок Хуна. Инициатор издевательств над Соль А, Пэ Рон А, чуть позже над Дженни во 2 сезоне.
- На Со Йе — Джу Хе Ин, дочь Су Рён, которую поменяли с Мин Соль А, когда она родилась. Родившись больной во время родов, Дан Тэ пытался убить её, чтобы получить ее долю собственности, но Сун Рён спасла её и отправила в Америку, где она живёт в настоящее время.
- Чо Су Мин — Анна Ли / Мин Соль А, репетитор Джу Сок Хуна и Джу Сок Кён, биологическая дочь Шим Су Рён. Была убита в дворце Геры.

Семья Чон Со Чжин
- Юн Чжон Хун — Ха Юн Чхоль, муж Чон Со Чжин. Он - амбициозная персона. Верит, что человек должен обладать богатством и властью. Является главой хирургического отдела в VIP-отделении больницы.
- Чхве Е Бин — Ха Ын Бёль, дочь Со Чжин и Юн Чхоля. Со Чжин постоянно давит на нее, чтобы она пела лучше, чем Пэ Ро На. Это вызывает у нее ненависть к Пэ Ро Не. Влюблена в Сок Хуна.
- Чон Сон Мо — Чхон Мён Су, отец Со Чжин
- Ха Мин — Кан Ок Гё, мать Со Чжин
- Шин Со Хён — Чхон Со Ён, младшая сестра Со Чжин
- Ан Тэ Хван — муж Со Ён, зять Со Чжин

Семья О Юн Хи
- Ким Хён Су — Пэ Ро На. Она - хорошая певица сопрано. Ро На хочет сделать все возможное, чтобы победить Ха Ын Бёль и поступить в Сеульский университет. Она была обманута Ма Ду Ки и оказалась в листе ожидания на поступление в школу искусств Чон А. Ей удалось попасть туда после смерти Мин Соль А.
- Хван Ён Хи — свекровь О Юн Хи. Чхон Со Чжин заплатила ей, чтобы она приехала во дворец Геры и устроила сцену, обвинив О Юн Хи в том, что она не позволяет ей увидеться со своей внучкой и обвинив О Юн Хи в смерти своего сына. Она сделает что угодно за деньги.
- Неизвестно — Пэ Хо Чоль, бывший муж О Юн Хи, отец Пэ Ро Ны. Позже выяснилось, что он изменял О Юн Хи.

Семья Кан Ма Ри
- Шин Ын Кён — Кан Ма Ри, женщина, которая недавно стала богатой и ведет двойную жизнь. Она лжет всем в дворце Геры, что ее муж, отец Дженни, находится в Дубае, но на самом деле, он находится в тюрьме. Она подкупает охранников дорогими вещами, чтобы они позволяли ей видеться с мужем. Она советует дочери подружиться с Чжу Сок Хуном, Чжу Сок Гён и Ха Ын Бёль, чтобы иметь связи с богатыми жителями Дворца Геры.
- Джин Джи Хи — Ю Дженни, дочь Кан Ма Ри. Она училась в той же школе, что и Пэ Ро На. Она была соперницей Ро Ны, из-за чего обвинила её в том, что она отравила напиток Дженни, что чуть не привело к исключению Ро Ны из школы. Однако в конце первого сезона она принесла Ро Не еду, когда увидела ее в шоке возле своего дома с нацарапанными на двери словом "убийца". Она не знает, что ее отец находится в тюрьме.
- Хо Сон Тэ — Ю Дон Пиль, отец Дженни, муж Кан Ма Ри. Отсидел в тюрьме вместо Джу Дан Тэ.

Семья Ли Гю Джина
- Бон Тхэ Гю — Ли Кю Чжин, маменькин сын из богатой семьи судей и адвокатов, а также сам является адвокатом.
- Юн Джу Хи — Го Сан А, жена Ли Кю Джина и бывший диктор
- Ли Тэ Бин — Ли Мин Хёк, сын Кю Чжин и Сан А
- Со Хе Рин — Ван Ми Чжа, мать Кю Чжина

### Другие
- Пак Ын Сок — Гу Хо Донг / Логан Ли, учитель физкультуры в Школе Искусств Чон А, который на самом деле является успешным американским бизнесменом корейского происхождения под прикрытием. Он борется за справедливость и является старшим приемным братом Анны Ли.
- Бён У Мин — конгрессмен Чо Сан Хон. Он пытался убить Шим Су Рён, когда она узнала о его мошенничестве, но был убит в собственном доме.
- Ха До Квон — Ма Ду Ки, учитель музыки в школе искусств Чон А. Он готов сделать все, что угодно за деньги. Был нанят Чхон Со Чжин, чтобы тот обманул Пэ Ро На во время подготовки к поступлению и она провалила прослушивание. В итоге Ро На оказалась в листе ожидания. Он брал взятки у Чжу Дан Тэ за то, что отправит ему экзаменационные вопросы, чтобы Чжу Сок Гён смогла победить Ха Ын Бёль. Узнав, что О Юн Хи и Чжу Дан Тэ знакомы, он извиняется перед ней за свои проступки и начинает относиться к Пэ Ро На лучше.
- Ким Дон Кю — Секретарь Джо
- Хан Сын Су — Директор приюта Мин Хён Сик
- Ли Чхоль Мин — Юн Тэ Чжу

## Саундтрек

### Сезон 1
1. Life — HEDY
2. Crown — HaJin
3. Desire — Han Seung-hee
4. You left to me — 18Again с участием O'z Mood

## Приём

### Коммерческий успех
Сезон 1
По данным корпорации Good Data, которая измеряет популярность дорамы в соответствии с тенденциями в СМИ, сериал возглавил список с 27,82% всплеском упоминаний в СМИ во вторую неделю декабря. На следующей неделе он привел к 35% всплеску упоминаний в СМИ.
2 сезон
В последнюю неделю февраля 2021 года сериал занял первое место с 46,24% общего упоминания в СМИ, согласно Good Data Corporation.

### Рейтинги
| Средний рейтинг телезрителей (сезон 1)                  | Средний рейтинг телезрителей (сезон 1) | Средний рейтинг телезрителей (сезон 1) | Средний рейтинг телезрителей (сезон 1) | Средний рейтинг телезрителей (сезон 1) | Средний рейтинг телезрителей (сезон 1) |
| № серии                                                 | Часть                                  | Дата показа                            | Средняя доля аудитории                 | Средняя доля аудитории                 | Средняя доля аудитории                 |
| № серии                                                 | Часть                                  | Дата показа                            | AGB Nielsen                            | AGB Nielsen                            | TNmS                                   |
| № серии                                                 | Часть                                  | Дата показа                            | Национальный                           | Сеул                                   | Национальный                           |
| ------------------------------------------------------- | -------------------------------------- | -------------------------------------- | -------------------------------------- | -------------------------------------- | -------------------------------------- |
| 1                                                       | 1                                      | 26 октября 2020                        | 6.7% (15th)                            | 8.2% (8th)                             | 5.2% (18th)                            |
| 1                                                       | 2                                      | 26 октября 2020                        | 9.2% (5th)                             | 10.5% (5th)                            | 6.8% (11th)                            |
| 1                                                       | 3                                      | 26 октября 2020                        | 9.1% (6th)                             | 10.5% (5th)                            | 6.5% (13th)                            |
| 2                                                       | 1                                      | 27 октября 2020                        | 8.2% (7th)                             | 9.4% (5th)                             | 6.0% (13th)                            |
| 2                                                       | 2                                      | 27 октября 2020                        | 9.8% (6th)                             | 11.2% (4th)                            | 7.0% (12th)                            |
| 2                                                       | 3                                      | 27 октября 2020                        | 10.1% (4th)                            | 11.6% (3rd)                            | 7.4% (8th)                             |
| 3                                                       | 1                                      | 2 ноября 2020                          | 8.0% (9th)                             | 8.6% (7th)                             | 6.7% (12th)                            |
| 3                                                       | 2                                      | 2 ноября 2020                          | 11.4% (3rd)                            | 12.3% (2nd)                            | 9.8% (6th)                             |
| 4                                                       | 1                                      | 3 ноября 2020                          | 10.8% (5th)                            | 12.0% (4th)                            | 7.8% (7th)                             |
| 4                                                       | 2                                      | 3 ноября 2020                          | 13.9% (3rd)                            | 15.1% (2nd)                            | 10.3% (5th)                            |
| 5                                                       | 1                                      | 9 ноября 2020                          | 9.6% (6th)                             | 10.8% (5th)                            | 8.4% (9th)                             |
| 5                                                       | 2                                      | 9 ноября 2020                          | 12.9% (4th)                            | 14.2% (2nd)                            | 11.0% (5th)                            |
| 6                                                       | 1                                      | 10 ноября 2020                         | 10.3% (5th)                            | 11.3% (3rd)                            | 9.2% (6th)                             |
| 6                                                       | 2                                      | 10 ноября 2020                         | 14.5% (2nd)                            | 16.1% (1st)                            | 12.6% (2nd)                            |
| 7                                                       | 1                                      | 16 ноября 2020                         | 10.4% (6th)                            | 11.4% (5th)                            | 10% (7th)                              |
| 7                                                       | 2                                      | 16 ноября 2020                         | 14.5% (3rd)                            | 15.9% (1st)                            | 12.8% (4th)                            |
| 8                                                       | 1                                      | 23 ноября 2020                         | 11.1% (5th)                            | 11.8% (5th)                            | 10.8% (5th)                            |
| 8                                                       | 2                                      | 23 ноября 2020                         | 15.5% (3rd)                            | 16.5% (2nd)                            | 13.7% (3rd)                            |
| 9                                                       | 1                                      | 24 ноября 2020                         | 12.2% (3rd)                            | 13.1% (3rd)                            | 11.2% (3rd)                            |
| 9                                                       | 2                                      | 24 ноября 2020                         | 16.0% (2nd)                            | 17.4% (1st)                            | 14.1% (2nd)                            |
| 10                                                      | 1                                      | 30 ноября 2020                         | 13.2% (5th)                            | 14.6% (4th)                            | 12.3% (5th)                            |
| 10                                                      | 2                                      | 30 ноября 2020                         | 16.9% (3rd)                            | 18.8% (1st)                            | 15.7% (3rd)                            |
| 11                                                      | 1                                      | 1 декабря 2020                         | 14.7% (4th)                            | 16.0% (3rd)                            | 11.4% (4th)                            |
| 11                                                      | 2                                      | 1 декабря 2020                         | 19.6% (1st)                            | 21.2% (1st)                            | 13.3% (3rd)                            |
| 12                                                      | 1                                      | 7 декабря 2020                         | 16.3% (4th)                            | 17.9% (2nd)                            | 14.3% (4th)                            |
| 12                                                      | 2                                      | 7 декабря 2020                         | 19.9% (1st)                            | 21.5% (1st)                            | 16.1% (3rd)                            |
| 13                                                      | 1                                      | 8 декабря 2020                         | 17.6% (3rd)                            | 19.2% (2nd)                            | 15.5% (4th)                            |
| 13                                                      | 2                                      | 8 декабря 2020                         | 22.1% (1st)                            | 23.9% (1st)                            | 18.9% (2nd)                            |
| 14                                                      | 1                                      | 14 декабря 2020                        | 17.5% (4th)                            | 19.5% (2nd)                            | 16.6% (4th)                            |
| 14                                                      | 2                                      | 14 декабря 2020                        | 22.0% (1st)                            | 23.9% (1st)                            | 19.5% (2nd)                            |
| 15                                                      | 1                                      | 15 декабря 2020                        | 19.6% (2nd)                            | 20.8% (2nd)                            | 16.9% (4th)                            |
| 15                                                      | 2                                      | 15 декабря 2020                        | 23.3% (1st)                            | 25.0% (1st)                            | 20.8% (1st)                            |
| 16                                                      | 1                                      | 21 декабря 2020                        | 19.1% (3rd)                            | 20.2% (2nd)                            | 17.4% (4th)                            |
| 16                                                      | 2                                      | 21 декабря 2020                        | 23.7% (1st)                            | 25.2% (1st)                            | 21.1% (1st)                            |
| 17                                                      | 1                                      | 22 декабря 2020                        | 19.1% (3rd)                            | 20.7% (2nd)                            | 18.4% (4th)                            |
| 17                                                      | 2                                      | 22 декабря 2020                        | 24.0% (1st)                            | 25.8% (1st)                            | 22.4% (1st)                            |
| 18                                                      | 1                                      | 28 декабря 2020                        | 21.0% (2nd)                            | 22.7% (2nd)                            | 18.0% (3rd)                            |
| 18                                                      | 2                                      | 28 декабря 2020                        | 23.9% (1st)                            | 25.7% (1st)                            | 20.9% (1st)                            |
| 19                                                      | 1                                      | 29 декабря 2020                        | 21.3% (2nd)                            | 22.3% (2nd)                            | 19.1% (4th)                            |
| 19                                                      | 2                                      | 29 декабря 2020                        | 23.5% (1st)                            | 24.7% (1st)                            | 22.4% (1st)                            |
| 20                                                      | 1                                      | 4 января 2021                          | 20.4% (3rd)                            | 21.6% (2nd)                            | 18.3% (4th)                            |
| 20                                                      | 2                                      | 4 января 2021                          | 23.8% (1st)                            | 25.2% (1st)                            | 22.7% (1st)                            |
| 21                                                      | 1                                      | 5 января 2021                          | 23.6% (2nd)                            | 24.8% (2nd)                            | 20.6% (4th)                            |
| 21                                                      | 2                                      | 5 января 2021                          | 28.8% (1st)                            | 30.5% (1st)                            | 25.4% (1st)                            |
| Средний                                                 | Средний                                | Средний                                | 16.4%                                  | 17.7%                                  | 14.2%                                  |
| The Penthouse Hidden Room - Hidden Story (Спец. Эпизод) |                                        |                                        |                                        |                                        |                                        |
| Часть 1                                                 | Часть 1                                | 12 января 2021                         | 9.8% (6th)                             | 11.0% (4th)                            | N/A                                    |
| Часть 2                                                 | Часть 2                                | 12 января 2021                         | 8.8% (11th)                            | 10.3% (5th)                            | N/A                                    |

| Средний рейтинг телезрителей (сезон 2)                        | Средний рейтинг телезрителей (сезон 2) | Средний рейтинг телезрителей (сезон 2) | Средний рейтинг телезрителей (сезон 2) | Средний рейтинг телезрителей (сезон 2) | Средний рейтинг телезрителей (сезон 2) |
| № серии                                                       | Часть                                  | Дата показа                            | Средняя доля аудитории                 | Средняя доля аудитории                 | Средняя доля аудитории                 |
| № серии                                                       | Часть                                  | Дата показа                            | AGB Nielsen                            | AGB Nielsen                            | TNmS                                   |
| № серии                                                       | Часть                                  | Дата показа                            | Национальный                           | Сеул                                   | Национальный                           |
| ------------------------------------------------------------- | -------------------------------------- | -------------------------------------- | -------------------------------------- | -------------------------------------- | -------------------------------------- |
| 1                                                             | 1                                      | 19 февраля 2021                        | 16.7% (3rd)                            | 17.3%(3rd)                             | 15.1% (3rd)                            |
| 1                                                             | 2                                      | 19 февраля 2021                        | 19.1% (2nd)                            | 19.9% (1st)                            | 17.9% (2nd)                            |
| 2                                                             | 1                                      | 20 февраля 2021                        | 15.1% (7th)                            | 15.6% (5th)                            | 13.8% (7th)                            |
| 2                                                             | 2                                      | 20 февраля 2021                        | 20.4% (3rd)                            | 21.0% (3rd)                            | 18.0% (3rd)                            |
| 3                                                             | 1                                      | 26 февраля 2021                        | 18.9% (3rd)                            | 19.7% (2nd)                            | 17.8% (3rd)                            |
| 3                                                             | 2                                      | 26 февраля 2021                        | 22.3% (1st)                            | 22.8% (1st)                            | 20.6% (1st)                            |
| 4                                                             | 1                                      | 27 февраля 2021                        | 18.8% (4th)                            | 20.3% (4th)                            | 17.7% (4th)                            |
| 4                                                             | 2                                      | 27 февраля 2021                        | 24.0% (2nd)                            | 26.1% (2nd)                            | 22.8% (2nd)                            |
| 5                                                             | 1                                      | 5 марта 2021                           | 20.9% (3rd)                            | 22.5% (2nd)                            | 18.1% (3rd)                            |
| 5                                                             | 2                                      | 5 марта 2021                           | 24.4% (1st)                            | 25.5% (1st)                            | 21.3% (2nd)                            |
| 6                                                             | 1                                      | 6 марта 2021                           | 22.4% (4th)                            | 22.8% (4th)                            | 20.4% (4th)                            |
| 6                                                             | 2                                      | 6 марта 2021                           | 26.9% (2nd)                            | 27.5% (2nd)                            | 24.3% (2nd)                            |
| 7                                                             | 1                                      | 12 марта 2021                          | 19.4% (3rd)                            | 20.4% (2nd)                            | 18.8% (3rd)                            |
| 7                                                             | 2                                      | 12 марта 2021                          | 23.5% (1st)                            | 24.3% (1st)                            | 22.1% (1st)                            |
| 8                                                             | 1                                      | 19 марта 2021                          | 19.9% (4th)                            | 21.6% (3rd)                            | 19.2% (3rd)                            |
| 8                                                             | 2                                      | 19 марта 2021                          | 24.8% (1st)                            | 26.1% (1st)                            | 23.5% (1st)                            |
| 9                                                             | 1                                      | 19 марта 2021                          | 20.8% (3rd)                            | 22.1% (2nd)                            | 19.4% (3rd)                            |
| 9                                                             | 2                                      | 19 марта 2021                          | 23.6% (1st)                            | 24.7% (1st)                            | 21.5% (2nd)                            |
| 10                                                            | 1                                      | 20 марта 2021                          | 20.3% (4th)                            | 21.2% (3rd)                            | 18.9% (4th)                            |
| 10                                                            | 2                                      | 20 марта 2021                          | 26.6% (1st)                            | 27.0% (1st)                            | 24.1% (1st)                            |
| 11                                                            | 1                                      | 26 марта 2021                          | 21.5% (2nd)                            | 22.4% (2nd)                            | 20.7% (3rd)                            |
| 11                                                            | 2                                      | 26 марта 2021                          | 25.2% (1st)                            | 26.3% (1st)                            | 24.1% (1st)                            |
| 12                                                            | 1                                      | 27 марта 2021                          | 22.9% (3rd)                            | 24.5% (3rd)                            | 21.8% (3rd)                            |
| 12                                                            | 2                                      | 27 марта 2021                          | 29.2% (1st)                            | 30.6% (1st)                            | 26.6% (1st)                            |
| 13                                                            | 1                                      | 2 апреля 2021                          | 21.5% (3rd)                            | 21.9% (3rd)                            | 20.7% (3rd)                            |
| 13                                                            | 2                                      | 2 апреля 2021                          | 25.2% (2nd)                            | 25.2% (2nd)                            | 23.4% (2nd)                            |
| 13                                                            | 3                                      | 2 апреля 2021                          | 25.8% (1st)                            | 26.0% (1st)                            | 24.2% (1st)                            |
| Средний                                                       | Средний                                | Средний                                | 22.2%                                  | 23.2%                                  | 20.6%                                  |
| The Penthouse 2: Hidden Room: Unfinished Story (Спец. Эпизод) |                                        |                                        |                                        |                                        |                                        |
| Часть 1                                                       | Часть 1                                | 3 апреля 2021                          | 6.5% (13th)                            | 7.6% (8th)                             | N/A                                    |
| Часть 2                                                       | Часть 2                                | 3 апреля 2021                          | 9.8% (3rd)                             | 10.6% (3rd)                            | N/A                                    |